# Radiowy Ośrodek Nadawczy Malczewskiego
Radiowy Ośrodek Nadawczy Malczewskiego i jego 123-metrowy maszt zlokalizowany jest przy ulicy Malczewskiego u stóp Kopca Kościuszki na Zwierzyńcu w Krakowie.
W latach 90. wyłączono nadajnik średniofalowy pracujący na częstotliwości 1368 kHz, dla którego to nadajnika maszt ten był anteną nadawczą. Po wyłączeniu fal średnich maszt przez pewien czas był niewykorzystany.
Maszt ten służy jako konstrukcja nośna dla półfalowych dipoli nadawczych nadajników radiowych w paśmie UKF oraz anten stacji bazowej telefonii komórkowej.

## Transmitowane programy[1]
| LP | Program                            | Właściciel          | Częstotliwość | Moc nadajnika | Polaryzacja |
| -- | ---------------------------------- | ------------------- | ------------- | ------------- | ----------- |
| 1  | Radio Złote Przeboje Wanda 92,5 FM | Grupa Radiowa Agory | 92,5 MHz      | 1 kW          | pionowa     |
| 2  | RMF MAXX                           | Grupa RMF           | 96,7 MHz      | 2 kW          | pionowa     |
| 3  | Radio Eska Kraków                  | Radio Eska S.A.     | 97,7 MHz      | 1 kW          | pionowa     |
| 4  | Radio Pogoda                       | Grupa Radiowa Agory | 102,4 MHz     | 1 kW          | pionowa     |
| 5  | Rock Radio 103,8 FM                | Grupa Radiowa Agory | 103,8 MHz     | 1 kW          | pionowa     |
| 6  | VOX FM                             | Grupa Radiowa Time  | 107,0 MHz     | 1,58 kW       | pionowa     |

Maszt był wykorzystywany przez nieistniejącą rozgłośnię akademicką „Radiofonia”, która później przeniosła swój nadajnik na maszt położony na siedzibie radia RMF FM.

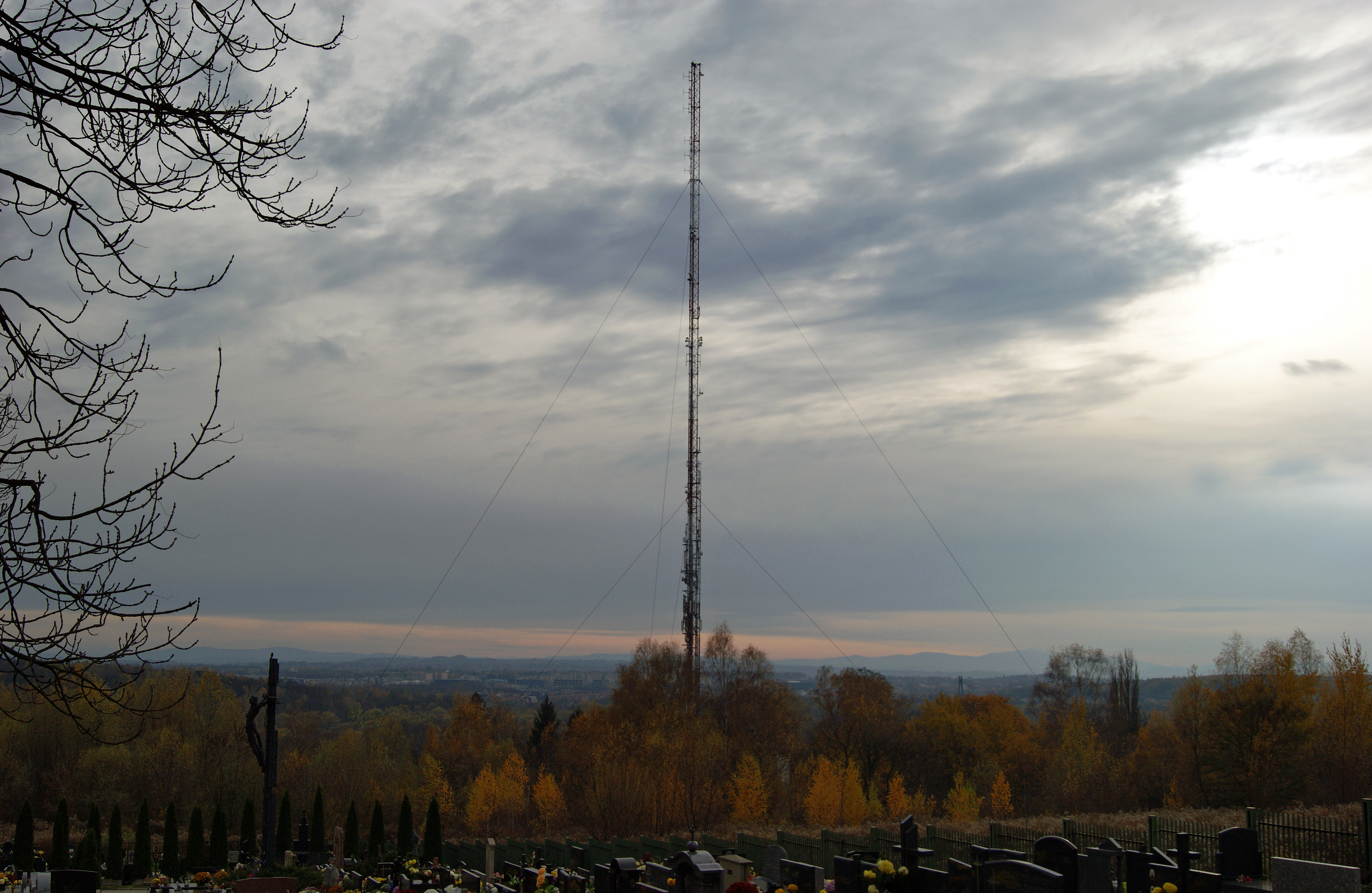
Widok z północnego wschodu (z cmentarza Salwatorskiego)
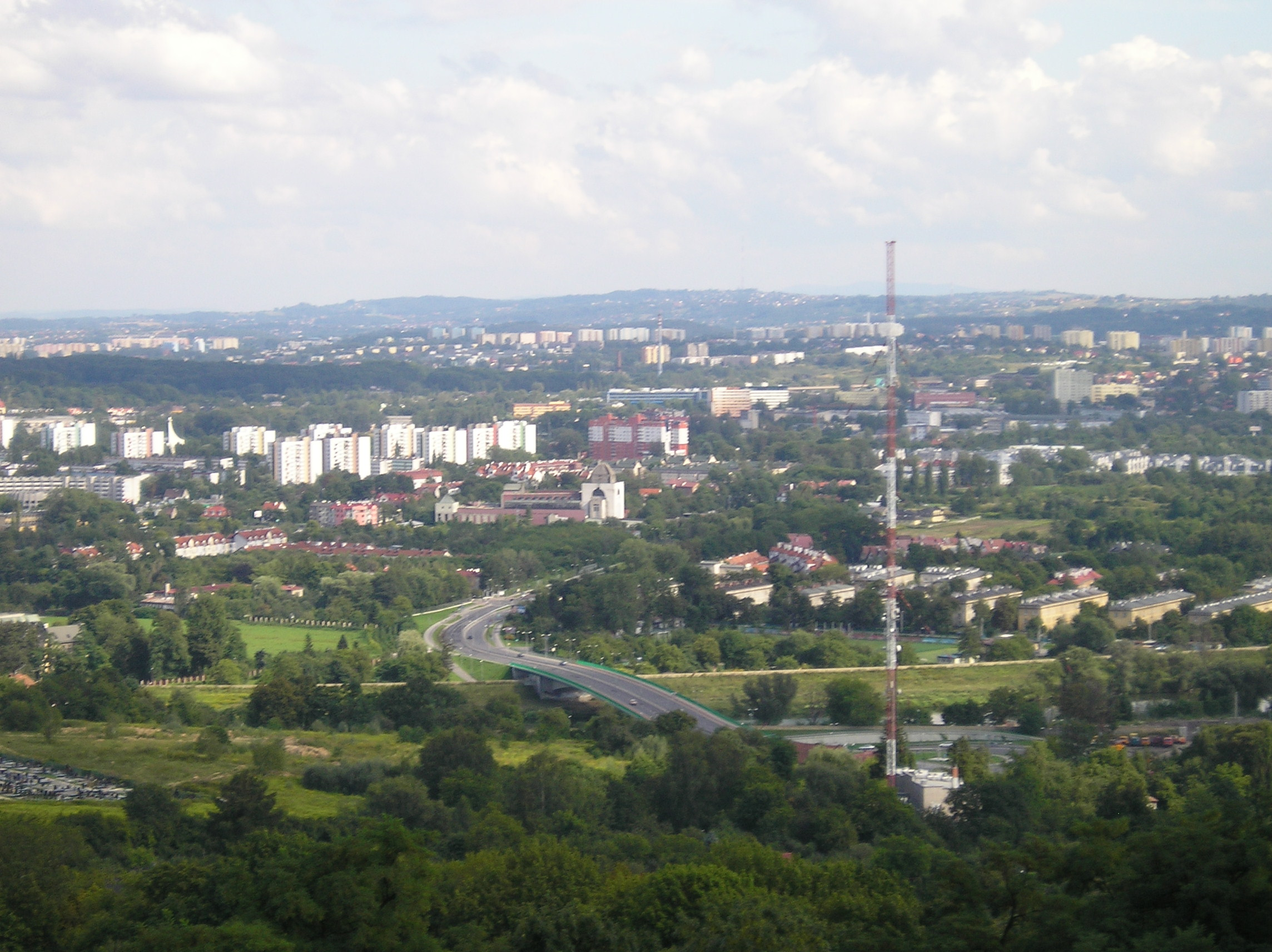
Widok z Kopca Kościuszki; na pierwszym planie RON Malczewskiego